# Wildendürnbach
Wildendürnbach je dolnorakouská obec na severu Weinviertelu (vinné čtvrti) u moravských hranic. Leží asi 10 kilometrů východně od Laa ani der Thaya a asi 25 kilometrů od okresního města Mistelbachu. Žije zde přibližně 1 600 obyvatel.

## Geografie
Wildendürnbach leží ve Weinviertelu v Dolních Rakousích. Plocha obce je 53,62 kilometrů čtverečních a 11,92 % plochy je zalesněno.

### Členění obce
Obec sestává z pěti katastrálních území:
- Alt-Prerau
- Mitterhof
- Neuruppersdorf
- Pottenhofen
- Wildendürnbach

## Politika
Starostou obce je Herbert Harrach, vedoucím kanceláře je Josef Schuckert.
Při obecních volbách v roce 2005 bylo 19 křesel rozděleno na tyto mandáty: (ÖVP) 11 a (SPÖ) 8.

## Hospodářství a infrastruktura
Nezemědělských pracovišť bylo v roce 2001 40, zemědělských a lesních pracovišť v roce 1999 bylo 174. Počet výdělečně činných obyvatel v místě bydliště bylo v roce 2001 697, tj. 43,73 %.

## Obyvatelstvo

### Vývoj počtu obyvatel
V roce 1971 žilo v obci 2029 obyvatel, 1981 1790, 1991 1645, 2001 1612 a ke dni 1. dubna 2009 žije v obci 1567 obyvatel.

### Významní rodáci
- Leopold Mathias Schleifer (1771-1812) - vlastenecký básník (bojovné a bouřlivé písničky).

### Spolky
- Místní fotbalový spolek "UFC Wildendürnbach".